# Arota
Arota is een geslacht van rechtvleugeligen uit de familie sabelsprinkhanen (Tettigoniidae). De wetenschappelijke naam van dit geslacht is voor het eerst geldig gepubliceerd in 1891 door Brunner von Wattenwyl.

## Soorten
Het geslacht Arota omvat de volgende soorten:
- Arota alineata Brunner von Wattenwyl, 1891
- Arota rosaura Karsch, 1891